# Mitschnitt
Als Mitschnitt, Aufnahme oder Aufzeichnung wird die Bild- und Tonaufnahme einer audiovisuellen Aufführung jeder Art durch technische Hilfsmittel wie Kamera, Tonband oder ähnliche Aufzeichnungssysteme bezeichnet. Die fertige Aufnahme bzw. der fertige Mitschnitt wird Tonaufnahme, Filmaufnahme oder Magnetaufzeichnung (MAZ) genannt.
Der Begriff „Mitschnitt“ rührt aus der Zeit der mechanischen Tonaufzeichnung (Edisonwalze) her, bei der die Schall-Schwingungen direkt in eine Oberfläche hinein graviert („geschnitten“) wurden. Auch wurden vor der Zeit der Tonbandverwendung die aktuellen Berichte beim Rundfunk direkt auf eine Schallplatte mitgeschnitten.

## Rechtliches
Für Mitschnitte von Radiosendungen wird manchmal auch der englische Ausdruck „Aircheck“ verwendet. Der Begriff unterstreicht, dass die betreffende Sendung live aufgezeichnet wurde, so wie sie „On Air“ gelaufen ist. Airchecks dienen auch zur Analyse und Optimierung von Radiosendungen und deren Inhalten. Aus rechtlichen Gründen schneiden alle deutschen Hörfunksender ihre Programme mit. Dieser „juristische Mitschnitt“ wird jedoch nur wenige Wochen archiviert.
In Deutschland ist die Aufnahme und Übertragung nichtöffentlicher Gespräche auf Tonträger ein Vergehen.